# (3562) Ignace
Pour les articles homonymes, voir Ignace.
Ne doit pas être confondu avec (11963) Ignace.
(3562) Ignace, désignation internationale (3562) Ignatius, est un astéroïde de la ceinture principale.

## Description
(3562) Ignace est un astéroïde de la ceinture principale. Il fut découvert par Joe Wagner le 8 janvier 1984 à Flagstaff (Observatoire Lowell). Il présente une orbite caractérisée par un demi-grand axe de 2,33 UA, une excentricité de 0,154 et une inclinaison de 5,72° par rapport à l'écliptique.
Il fut nommé en hommage à Ignace de Loyola,  fondateur et premier Supérieur général de la Compagnie de Jésus — en latin abrégé 'SJ' pour Societas Jesu — congrégation catholique reconnue par le pape Paul III en 1540 et qui prit une importance considérable dans la réaction de l'Église catholique romaine aux XVIe et XVIIe siècles, face à l'ébranlement causé par la Réforme protestante.

## Compléments